# Калиновский, Рафаил
Рафаи́л Ю́зеф Калино́вский (пол. Rafał Józef Kalinowski, 1 сентября 1835[…], Вильна — 15 ноября 1907[…] или 15 февраля 1907, Вадовице, Малопольское воеводство) — дворянин, инженер, повстанец, учитель, монах ордена босых кармелитов, христианский, (римо)католический святой.

## Биография
Юзеф Калиновский родился в Вильно в католической дворянской семье Андрея Калиновского — преподавателя математики в шляхетском институте и Иосифы (Юзефы) Полонской. Мать Юзефа умерла через несколько дней после его рождения. Через три года отец женился на Виктории Полонской, сестре почившей Иосифы.
В 1850 году Калиновский окончил Дворянский институт в Вильно. Поступил в Горы-Горецкую земледельческую школу, но проучившись два года понял, что ошибся в выборе и поступил в Николаевскую инженерную академию в Петербурге. В 1856 году он завершил учёбу, получив звание подпоручика, и в следующем году стал адъюнктом математики в академии. Вошёл в подпольный польский кружок Домбровского-Сераковского. Сблизился со своими однофамильцами — братьями К. Калиновским и В. Калиновским, однако не разделял их радикальных взглядов. Увлекался философской католической литературой.
С 1859 года он работает топографом на строительстве железной дороги Одесса-Киев-Курск.
В 1860—1863 годах служил инженером в Брестской крепости.
В 1862 году произведён в капитаны, но в мае 1863 года вышел в отставку и переехал в Вильно.
Был одним из руководителей польского восстания 1863—1864 года, занимал пост начальника военной секции Исполнительного отдела Литвы, причём при назначении на этот пост оговорил за собой право не выносить смертных приговоров.
24 марта 1864 года арестован. 28 мая военный суд приговорил его к смертной казни.
Благодаря ходатайству графа В. Путткамера (отец мачехи) приговор был заменён на 10 лет каторги. В июле Юзеф отправлен в Сибирь, и в начале марта 1865 года он прибыл в Иркутск. Три года работал на соляных приисках в Усолье, после чего ему разрешили переехать на вольное поселение в Иркутск и Пермь. Здесь Юзеф работал гувернёром в семьях врачей Лаговского и Персина. Участвовал в экспедиции Сибирского отделения Российского императорского географического общества под руководством Бенедикта Дыбовского в Култук.
24 июля 1872 года Юзеф освобождён из сибирской ссылки и отправился из Иркутска в Вильно. Однако ему не разрешили поселиться в родном городе, некоторое время жил в Смоленске. В апреле 1874 года он смог приехать в Варшаву, где стал воспитателем 16-летнего князя Августа Чарторыйского, и в октябре вместе с ним уехал в Париж. Август был болен туберкулёзом, и Калиновский сопровождал его во время его жизни в различных курортных местах Швейцарии, Франции и Италии.
В 1877 году Калиновский вступил в орден кармелитов в г. Грац (Австрия) и принял монашеское имя Рафаил. 27 ноября 1881 года он принял вечные обеты, и в следующем году в Кракове епископ Альбин Дунаевский рукоположил его в субдиакона, а затем — в диакона. 15 января 1882 года посвящён в сан священника. Через несколько лет он стал настоятелем монастыря в Чёрной возле Кракова (трижды избирался приором), позднее — в Вадовицах.
С 1899 — генеральный викарий кармелитов босых в Галиции. Умер в 1907 году от туберкулёза.
Внучатая племянница Мэри Коэн вышла замуж за физиолога и эволюциониста Джареда Даймонда.

## Прославление
Причислен к лику блаженных папой Иоанном Павлом ІІ в 1983 году, канонизирован 17 ноября 1991 года. Святой Рафаил Калиновский — опекун офицеров и солдат, заступник в тяжёлых и безнадёжных ситуациях.
Части мощей святого Рафаила Калиновского находятся в тюменском храме святого Иосифа Обручника и иркутском Соборе Непорочного Сердца Божией Матери.
День памяти в Католической церкви — 20 ноября.